# Anna Navarro Descals
Anna Navarro Descals (Olot, 21 de febrero de 1968), conocida profesionalmente como Anna N Schlegel, es una ejecutiva española, especialista en tecnología y en la ingresión de empresas en los mercados internacionales.

## Biografía
Nacida en Olot, Garrocha, Anna Navarro creció entre Olot y Gerona. De joven se familiarizó con el inglés y el francés, además del catalán y el castellano. Anna estudió filología anglo-germánica en la Universidad de Barcelona. Durante sus estudios, Anna trabajó en British Airways desde el Aeropuerto de Barcelona para elaborar rutas o hacer el check-in. Inmediatamente después, Anna realizó un postgrado en la Universidad Humboldt de Berlín, antes de ir a vivir a los Estados Unidos. Se trasladó a California, donde creó una empresa de traducciones que trabajaba para el ayuntamiento de la ciudad de San Francisco.  
Poco Después, le llegó la oferta para trabajar en Cisco Systems, donde desde el 1994, contribuyó en la globalización de la empresa. Desde entonces ha trabajado en compañías como Xerox, VMware y VeriSign, NetApp. En 2021 se juntó a Procore Technologies como VicePresidente de Global y Co-GM Internacional. 
El 2017 publicó el libro Truly Global sobre cómo las grandes empresas pueden tener éxito en una economía global competitiva. El libro defendé la globalización de los mercados y fue escrito como contrapunto a la apuesta del presidente Donald Trump al cierre de fronteras. En 2021, publicó la segunda versión, Truly Global Revised Edition.
Anna se apasiona de promover la igualdad de las mujeres en la tecnología. En 2020 fue la jefa ejecutiva de la ONG Women in Technology, y forma parte de cinco directivas más. Es cofundadora de la organización Women in Localization, desde 2008, y del consejo miembro de liderazgo de Young Women in Tech desde 2019. Anna vive a California desde 1992.

## Premios y reconocimientos
- 2022
  - Anna Schlegel, Top 10 Mujeres Líderes Empresariales Más Exitosas, 2022[5]
  - Anna Navarro, Socio de Honor del Forum Carlemany, La Gal 2022[6]
  - Premio Salvà i Campillo de la Personalidad Destacada de las Comunicaciones y la Tecnología 2022[7]
- 2021
  - Anna Navarro, galardonada con el Premio Garrotxí del Año 2021[8]
  - Anna Navarro, ganadora del Premio Referente E-TECH 2021[9]
  - Anna Navarro, distinguida con la Cruz de Sant Jordi[10]
- 2020 
  - Premio Modern Governance 100 de Diligent por sus esfuerzos en la dirección de juntas directivas de organizaciones sin ánimo de lucro.[11]
  - Anna Schlegel nombrada una de las 10 mujeres más impactantes en tecnología por la revista Analytics Insight[12]

## Publicaciones
- "Truly Global. The Theory and Practice of Bringing Your Company to International Markets"[13]
- "Trully Global The Theoy and Practice of Bringing your company to International Markets, Revised Edition"